# Косовський Яків Петрович
Косовський Яків Петрович (9 грудня 1899, Чернихів нині Зборівського району Тернопільської області — 11 квітня 1975, Торонто) — український культурно-громадський діяч, письменник, драматург, етнограф.

## Життєпис
Навчався 1911—1914 у Тернопільській гімназії та 1939 на учительських курсах.
Від 1917 — у Легіоні УСС. Засновник і бібліотекар читальні товариства «Просвіта» (1939—1941).
Володів німецькою, англійською, польською, грецькою, латинською мовами. Займався просвітницько-культурурною діяльністю, засновник кооперативного спортивного товариства «Луг» (згодом — «Сокіл»), хор і драматичний гурток, організовував вистави, концерти. Співзасновник товариств «Просвіта», «Рідна школа», «Сільський господар».
1944—1950 жив у Польщі, 1950 емігрував до Канади.

### Творчість
Автор п'єс на соціально-побутові («Заклятий яр», 1929; «Для ближніх», 1932; «Вовкулаки», 1936), релігійні («На манівцях», 1937; «На світанку вічної слави» і «Від помсти богів», обидві — 1939) теми, історичної драми «Довбуш» (1935), алегоричної одноактівки «Сон у діброві» (1936). Видав нарис «Село Чернихів» (1937), де вмістив автобіографічну довідку. У 1960-ті роки опублікував краєзнавчі статті про деякі села Зборівського району.